# Введенская церковь (Феодосия)
Церковь Введения во храм Пресвятой Богородицы — памятник архитектуры, древнейшая церковь Феодосии. Её сооружение датируется VIII—IX веками, хотя нынешние формы церковь приобрела в XIX веке. Современный адрес — улица Красноармейская, дом 11.

## История

### Основание
Изначально Введенская церковь была похожа на греческую Церковь святого Димитрия Солунского. Точное время постройки не установлено, обычно называют VIII—IX века.

### Новое время
В 1787 году церковь была объявлена кафедральным храмом полусамостоятельной Феодосийской епархии. Тогда храм принадлежал греческой общине Феодосии. Во дворе стоял дом священника, работала «Элинико Сколио» (греческая четырёхклассная школа). Она была открыта в 1891 году меценатами Мануилом и Скирагдой Грамматиковыми. Церкви принадлежала часовня за два километра, торговые помещения, сад и дача.
В 1825 году была построена колокольня с белого камня, в 1854 — большая пристройка. Тогда же появилась резьба по камню и фрески внутри храма. Купол был инкрустирован цветным стеклом. Алтарь небольшой с тремя арками и одним окном. Престол на четырёх каменных столбах с мраморной верхней доской. Между столбами изображены: с восточной стороны — воскрешение Лазаря, с западной — Воскресение Христово, с северной стороны — снятие Спасителя с креста, с южной — распятие на кресте. Жертвенник в стене. Иконостас в византийском стиле создан был ещё в 1776 году, но в 1882 году передан тюремной церкви и заменён новым. Над царскими вратами — сияние. Наложена деревянными греческими буквами надпись: «Со страхом Божьим и верою и любовью приступите».
В 1861 году, во время своего визита в Феодосию, собор посетил российский император Александр II.

### В XX веке
Служба велась на церковнославянском и греческом языках даже в первой половине XX века. В 1937 году церковь была закрыта, члены местной греческой церковной общины расстреляны. Известным был священномученик Варфоломей (Ратных).
Были разрушены колокольня и ограда, купол, фрески закрашены, резьба по камню сбитая. Церковь стала гимнастическим залом с тренерской командой и раздевалками.

## Архитектура
Состоит из двух частей — небольшой византийской церкви зального типа и достройки с колокольней XIX века. Современные росписи датируются началом XXI века. В декабре 1993 года церковь была возвращена прихожанам. Был отреставрирован купол и колокольня, а также ограждение.